# ویلیام مک‌میلان
ویلیام مک‌میلان (انگلیسی: William McMillan; ۲۹ ژانویهٔ ۱۹۲۹ – ۶ ژوئن ۲۰۰۰) تیرانداز و فرد نظامی اهل ایالات متحده آمریکا بود.